# Xue Haifeng
Xue Haifeng (Sinquião, 13 de janeiro de 1980) é um arqueiro chinês, medalhista olímpico.

## Carreira
Xue Haifeng representou seu país nos Jogos Olímpicos de 2008, ganhando a medalha de bronze por equipes em 2008.